# Värmlandsfår

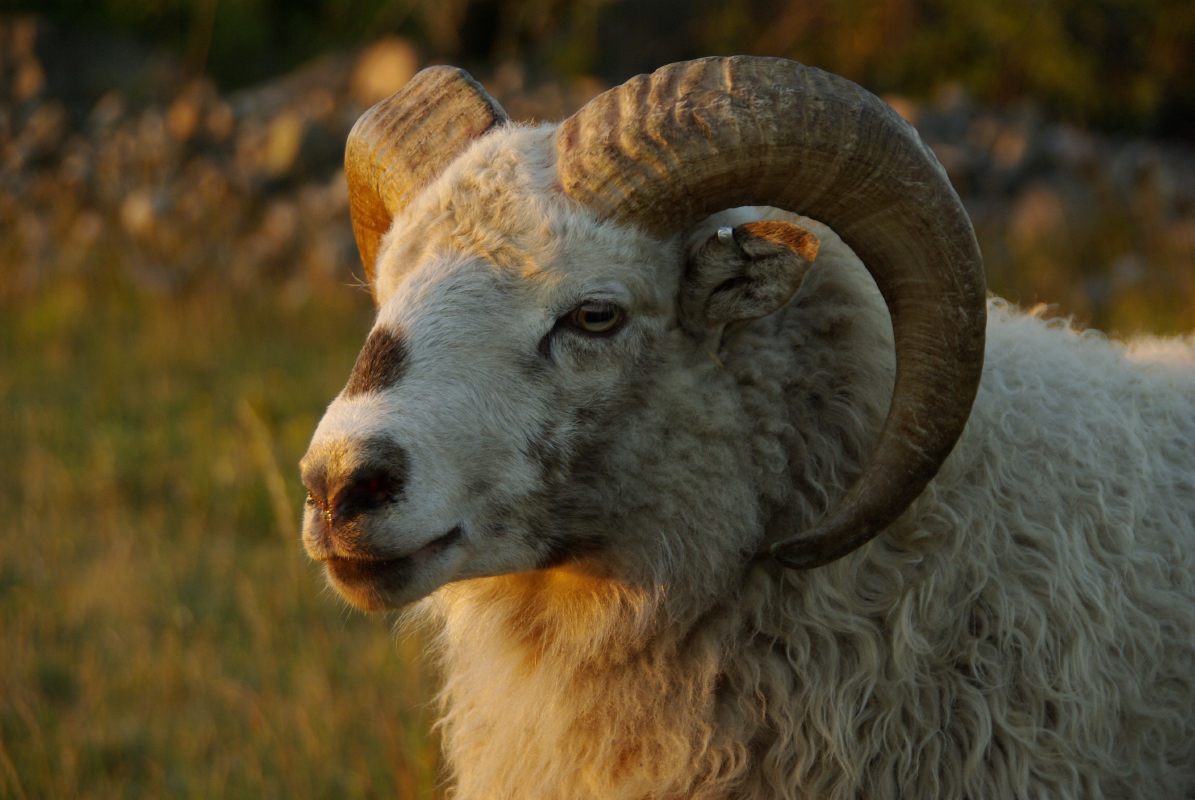
Bagge av värmlandsfår

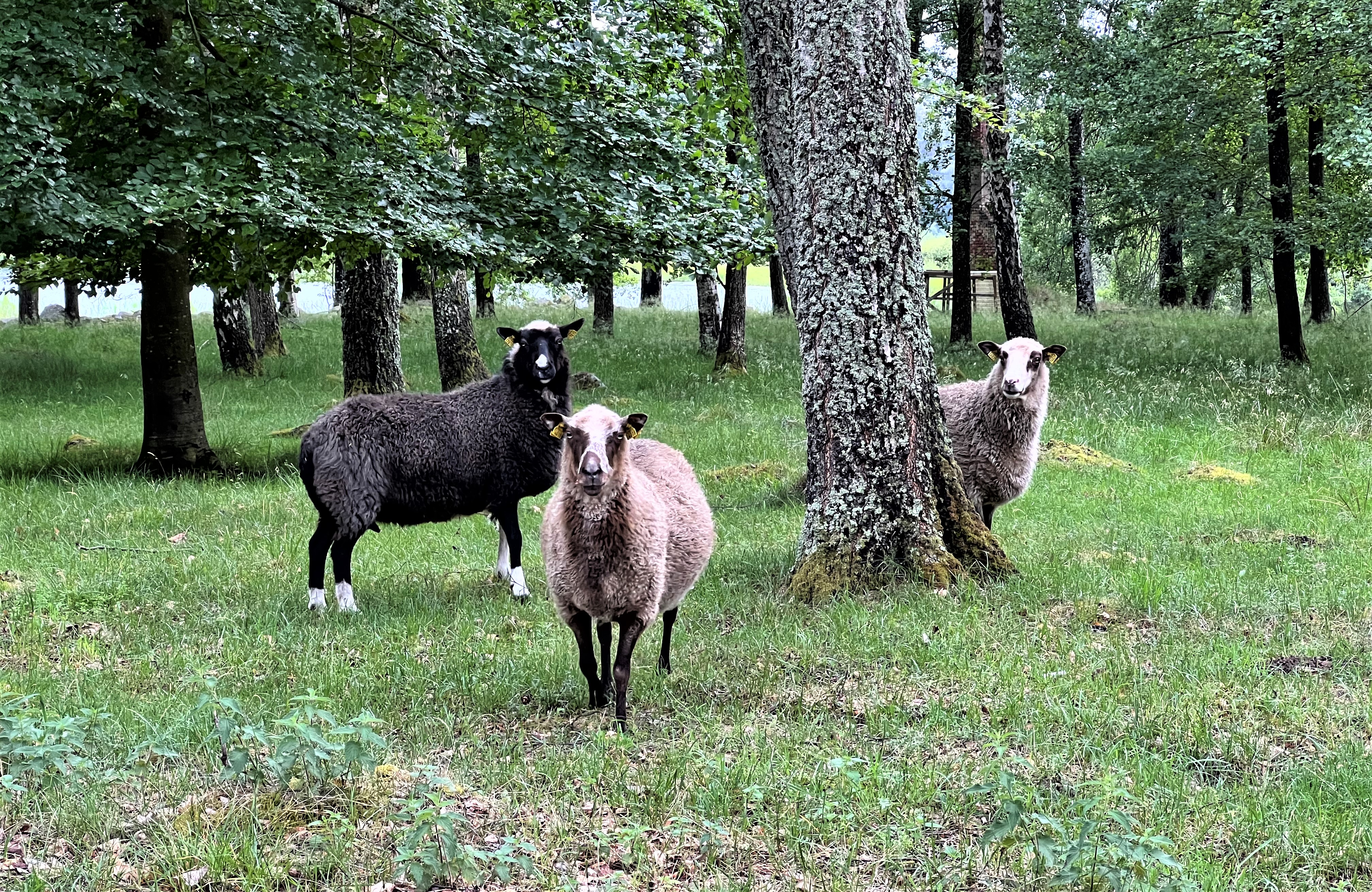
Värmlandsfår in en skog vid Helge å i Skåne.

Värmlandsfår, även kända som värmländska skogsfår, är en svensk tamfårras som tillhör gruppen allmogefår i Nordiska kortsvansfår. Värmlandsfåren härstammar från en fårbesättning i Osebol i närheten av Stöllet i norra Värmland.
De är relativt småväxta, har små öron och kort svans. Tackorna är normalt kulliga, ibland har de mycket små horn eller hornknappar. Baggarna finns både som kulliga och behornade. Värmlandsfår förekommer i färgerna svart, grått, brunt, beige och vitt samt som brokiga (skäckiga). Vuxna tackor väger 40-65 kg och har en medelmankhöjd på 68 cm. Baggarna väger omkring 60-70 kg och har en medelmankhöjd på 72 cm. Ungtackor föder normalt ett lamm, och fullvuxna tackor två, även om trillingfödslar förekommer.
Värmlandsfår har sitt ursprung hos Bengt Sonesson i Värnäs i Värmland och "återupptäcktes" 1990 av Nils Dahlbeck.